# Stadionul Otopeni
Stadionul Otopeni este un stadion de fotbal din Otopeni care este folosit de echipa CS Otopeni.